# Cervione
Cervione település Franciaországban, Haute-Corse megyében. Lakosainak száma 2161 fő (2022. január 1.). Cervione San-Giuliano, Sant’Andréa-di-Cotone, Santa-Reparata-di-Moriani és Valle-di-Campoloro községekkel határos.

## Népesség
A település népességének változása:
| Lakosok száma | 1400 | 1254 | 1334 | 1605 | 1685 | 1901 | 2189 | 2199 | 2182 | 2161 |
|               | 1968 | 1982 | 1990 | 2006 | 2013 | 2015 | 2017 | 2019 | 2020 | 2022 |